# Palazzo Santa Sofia
Palazzo Santa Sofia – pałac w Mdinie na Malcie, stojący przy Triq Villegaignon (ul. Villegaignon), na rogu Triq San Pietru (ul. św. Piotra), w pobliżu Misraħ San Pawl (pl. św. Pawła). Jego część parterowa została zbudowana w roku 1233, uznawany jest za najstarszy istniejący budynek w mieście. Piętro pochodzi ze znacznie późniejszego okresu, zbudowane zostało w XX wieku.

## Historia
Parter Palazzo Santa Sofia został zbudowany w XIII wieku, roczna data "1233" jest wykuta nad gzymsem jednego z okien. Piętro zostało nadbudowane po roku 1938. Budynek był w pewnym okresie wynajmowany na szkołę, prowadzoną przez siostry zakonne.
Dziś pałac ma prywatnego właściciela, jest zarządzany przez lokalny oddział Fondazzjoni Patrimonju Malti. Nie jest otwarty dla publiczności, chociaż można go wynajmować na uroczyste obiady, coctail party, wykłady, prelekcje lub inne okazje.
Pałac jest zabytkiem narodowym 1. klasy, jest również umieszczony na liście National Inventory of the Cultural Property of the Maltese Islands.

## Architektura

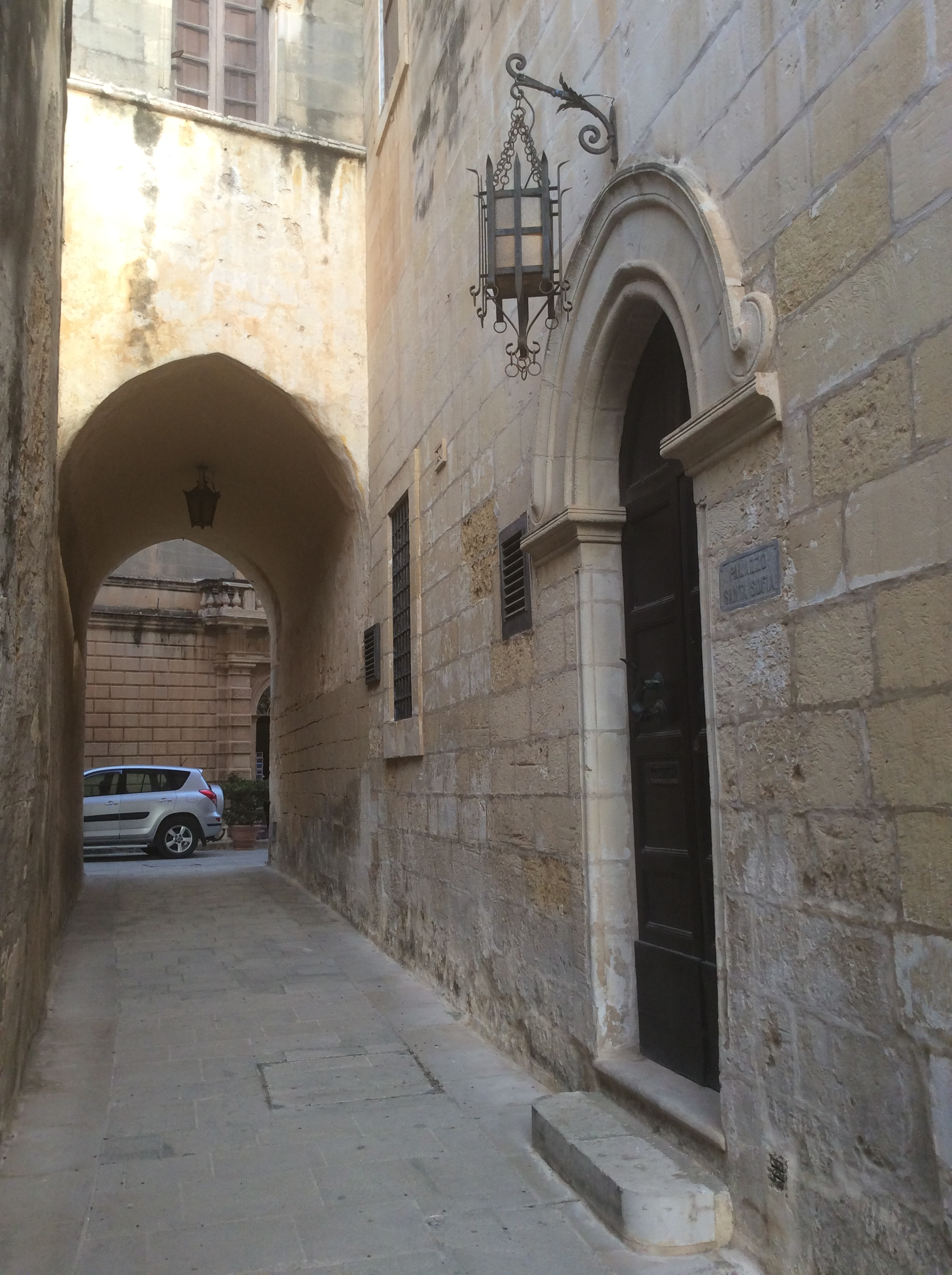
Triq Santa Sofija z wejściem do pałacu (po prawej)

Palazzo Santa Sofia oryginalnie był parterowy, zbudowany został wokół centralnie położonego dziedzińca. Główne wejście do pałacu prowadziło pierwotnie przez zwieńczony łukiem pasaż, znany jako siqifah, dzielący budynek na dwie połowy i wiodący do dziedzińca. Pasaż ten w końcu przekształcił się w wąską uliczkę nazwaną Triq Santa Sofia (ulica św. Zofii). Fasada części parterowej jest prosta, znajduje się w niej dwoje drzwi oraz wejście w Triq Santa Sofia pomiędzy nimi. Po jego prawej stronie jest małe prostokątne okno, nad którym wyryta jest data "1233". Są tam też pozostałości rynienki ściekowej, dekorowanej w typowe liście akantu, który to motyw można znaleźć również w Bir Miftuħ. Jest to prawdopodobnie wpływ sycylijski z epoki Normanów. Parter od piętra oddziela dwupoziomowy gzyms palline losanghe. Jest on podobny do gzymsu, który można znaleźć na pobliskim Palazzo Falson.
Bardziej współczesna część piętrowa charakteryzuje się czterema dwudzielnymi oknami, zwieńczonymi ozdobnymi łukami. Między piętrem a dachem biegnie jednopoziomowy gzyms palline losanghe. Na obu poziomach fasady znajduje się kilka tarcz herbowych.